# Liste des centrales électriques au Rwanda
La page suivante répertorie les centrales électriques au Rwanda.

## Contexte
En 2016, le Rwanda était classé 166e en termes de capacité installée avec 191 MW et 164e en termes de production annuelle avec 525 millions de kWh. Le niveau d' électrification était de 21 % en 2013 (67 % dans les villes et 5 % dans les zones rurales).
Selon la Banque mondiale, en 2017, 34 % du pays avait un accès à l'électricité  qui est surtout l'apanage des grandes villes. En milieu rural, moins d'un habitant sur dix dispose d'un accès au courant, soit plus de huit millions de personnes.
En janvier 2019, la compagnie d'électricité nationale Rwanda Energy Group (REG) a une puissance installée de 218 MW. Selon REG, la capacité installée devrait être portée à 556 MW d'ici 2024 et le degré d'électrification devrait passer de 49,6 à 100 %. En juin 2019, la capacité de production nationale s'est élevée à 224,6 mégawatts,, avec une demande de pointe de 140,6 MW.

## Liste de centrales par type d'énergie

### Hydro-électrique

#### Opérationnel
| Station hydroélectrique              | Communauté | Coordonnées | rivière            | Type             | Nom du réservoir | Capacité (MW) | Année complétée |
| ------------------------------------ | ---------- | ----------- | ------------------ | ---------------- | ---------------- | ------------- | --------------- |
| Centrale électrique de Ntaruka       | Ntaruka    |             | Rivière Mukungwa   | Cours de rivière | N / A            | 11,5 MW       | 1959            |
| Centrale électrique de Mukungwa      | Mukungwa   |             | Rivière Mukungwa   | Cours de rivière | N / A            | 12 MW         | 1982            |
| Centrale électrique de Mukungwa II   | Mukungwa   |             | Rivière MUkungwa   | Cours de rivière | N / A            | 2,5 MW        | 2010            |
| Centrale électrique de Nyabarongo I  | Nyabarongo |             | Rivière Nyabarongo | Cours de rivière | N / A            | 28 MW         | 2014            |
| Centrale hydroélectrique de Rukarara | Rukarara   |             | Rivière Rukarara   | Cours de rivière | N / A            | 9,5 MW        | 2010            |
| Centrale hydroélectrique de Rusizi I | Rusizi     |             | Rivière Rusizi     | Cours de rivière | N / A            | 30 MW         | 1958            |
| Centrale hydroélectrique Rusizi II   | Rusizi     |             | Rivière Rusizi     | Cours de rivière | N / A            | 44 MW         | 1989            |

#### Projet
| Station hydroélectrique              | Communauté | Coordonnées | rivière            | Type             | Nom du réservoir | Capacité (MW) | Année complétée |
| ------------------------------------ | ---------- | ----------- | ------------------ | ---------------- | ---------------- | ------------- | --------------- |
| Centrale électrique de Rusumo        | Rusumo     |             | Rivière Kagera     | Cours de rivière | N / A            | 80 MW,        | 2021 (attendu)  |
| Centrale électrique de Nyabarongo II | Nyabarongo |             | Rivière Nyabarongo | Cours de rivière | N / A            | 43 MW         | 2024            |
| Centrale électrique de Rusizi III    | Rusizi     |             | Rivière Ruzizi     | Cours de rivière | N / A            | 48 MW         | 2023            |
| Centrale électrique Rusizi IV        | Rusizi     |             | Rivière Ruzizi     | Cours de rivière | N / A            | 200 MW        | 2025            |

## Thermique

### Opérationnel
| Centrale thermique               | Communauté                          | Coordonnées | Type de carburant | Capacité | Année complétée | Nom du propriétaire                | Remarques                     |
| -------------------------------- | ----------------------------------- | ----------- | ----------------- | -------- | --------------- | ---------------------------------- | ----------------------------- |
| Centrale électrique KivuWatt     | Kibuye, district de Karongi         |             | Méthane           | 25 MW,.  | 2015            | Contour Global                     | En cours d'extension à 100 MW |
| Centrale électrique de Kibuye 1. | Kibuye, district de Karongi         |             | Méthane           | 3,5 MW   | 2012            | Gouvernement du Rwanda             |                               |
| Centrale thermique de Gishoma.   | District de Rusizi, ouest du Rwanda |             | Tourbe            | 15 MW    | 2016            | Shengli Energy Group et Punj Lloyd |                               |

| Centrale thermique             | Communauté                             | Coordonnées | Type de carburant | Capacité | Année complétée | Nom du propriétaire | Remarques                 |
| ------------------------------ | -------------------------------------- | ----------- | ----------------- | -------- | --------------- | ------------------- | ------------------------- |
| Centrale thermique de Gisagara | District de Gisagara, sud du Rwanda    |             | Tourbe            | 80 MW    | 2020 (attendu)  | Hakan               |                           |
| Centrale thermique Symbion.    | Nyamyumba, Gisenyi, district de Rubavu |             | Méthane           | 50 MW    | 2018 (attendu)  | Symbion Power Inc.  | Peut être étendu à 100 MW |

## Solaire

### Opérationnel
| Centrale solaire              | Communauté                       | Coordonnées | Type de carburant | Capacité | Année complétée | Nom du propriétaire                                  | Remarques |
| ----------------------------- | -------------------------------- | ----------- | ----------------- | -------- | --------------- | ---------------------------------------------------- | --------- |
| Centrale solaire de Ngoma     | Kibungo, district de Ngoma       |             | Solaire           | 2,4 MW   | 2011            | Gouvernement du Rwanda                               | ,.        |
| Centrale solaire de Rwamagana | Agahozo, district de Rwamagana   |             | Solaire           | 8,5 MW   | 2015            | Scatec Solar Company et Gigawatt Global Cooperatief. |           |
| Centrale solaire de Nasho     | Rwinkwavu, district de Rwamagana |             | Solaire           | 3,3 MW   | 2018            | Groupe énergétique du Rwanda                         |           |